# Erki Pütsep
Erki Pütsep   (Kuremaa, 25 de maig de 1976) és un ciclista estonià, ja retirat, que fou professional des del 2003 fins al 2013. S'inicià en el camp professional de la mà de l'equip AG2R Prévoyance i el 2007 fitxà pel Bouygues Telecom. Des del 2009 i fins a la seva retirada va córrer en equips de menor categoria, com el Cycling Club Bourgas, el Kalev Chocolate-Kuota i el Alpha Baltic-Unitymarathons.com.
En el seu palmarès destaquen tres campionats nacionals en ruta, el 2004, 2006 i 2007. Va prendre part en la cursa en ruta dels Jocs Olímpics d'Estiu de 2000 i 2004.
El novembre de 2023 va patir una aturada cardíaca mentre supervisava un curs d'entrenament per a joves ciclistes. Va ser salvat per un dels ciclistes, que havia fet formació en primers auxilis uns dies abans.

## Palmarès en carretera
- 2002
  - 1r a la Bordeus-Saintes
- 2004
  -  Campió d'Estònia en ruta
  - 1r a la Clàssica Loira Atlàntic
- 2005
  - 1r al Gran Premi del Somme i vencedor d'una etapa
- 2006
  -  Campió d'Estònia en ruta
- 2007
  -  Campió d'Estònia en ruta
  - 1r a E.O.S. Tallinn Gran Premi
  - 1r al SEB Eesti Ühispank Tartu GP
- 2009
  - 1r al Gran Premi de Tallinn-Tartu

### Resultats a la Volta a Espanya
- 2004. Abandona (17a etapa)
- 2007. 137è de la classificació general

## Palmarès en bicicleta de muntanya
- 2012
  -  Campió d'Estònia de cross-country marató
- 2013
  -  Campió d'Estònia de cross-country marató